# Dohkwibuhch
Dohkwibuhch, U Snohomiškoj mitologiji (porodica Salishan), je božanstvo-stvaratelj. 

## Mit
Čovječanstvo je, vjeruje ovo sjeverozapadno indijansko pleme, bilo nezadovoljno načinom na koji je Dohkwibuhch napravio svijet. Iako prvi ljudi nisu mogli razgovarati zajedno zbog različitih jezika koje im je dao Dohkwibuhch, ubrzo su otkrili da su svi udarali glavom o nebo, koje je iz nepoznatog razloga bilo vrlo nisko. Događalo se također da su se ljudi popeli visoko na drveće i otišli u 'nebeski svijet'.
Mudar čovjek smislio je plan. Rekao je da kad bi svi ljudi i sve životinje i sve ptice gurnule u isto vrijeme, nebo bi se moglo podići od zemlje. Kako bi se koordiniralo ovo nevjerojatno guranje neba, dogovoreno je da će uzvik 'Ya-hoh' biti signal za podizanje dugih motki pripremljenih za zadatak. Tako je došao trenutak; krik se začuo i nebo je gurano dok nije stiglo do mjesta gdje je sada. Ali nekoliko ljudi nije znalo za guranje neba. Lovili su losove i, baš kao što su ljudi, životinje i ptice gurali nebo uvis, pratili su divljač u nebeski svijet. Nasukani ondje, losovi i lovci postali su zvijezde Velikog medvjeda.